# 若い日本の会
若い日本の会（わかいにほんのかい）は1960年代の社会運動団体である。

## 概要
1958年に当時の自民党（岸信介総裁）が改正しようとした警察官職務執行法に対する反対運動から生まれた、石原慎太郎、永六輔、谷川俊太郎ら若手文化人による組織。1960年の安保闘争で安保改正に反対を表明したことで知られる。
従来の労働組合運動とは違って、指導部もない綱領もない変わった組織であった。
メンバーには黛敏郎、江藤淳、浅利慶太、石原など後に保守派に転じた人も少なくない。

## 主なメンバー
- 石原慎太郎
- 谷川俊太郎
- 永六輔
- 大江健三郎
- 黛敏郎
- 福田善之
- 寺山修司
- 江藤淳
- 開高健
- 浅利慶太
- 羽仁進
- 武満徹
- 間宮芳生
- 久里洋二
- 矢代静一
- 山田正弘
- 大坪直行

など